# Lymphatischer Rachenring
Der lymphatische Rachenring oder Waldeyersche Rachenring (nach Wilhelm von Waldeyer-Hartz) ist eine Gruppe aus lymphoepithelialem Gewebe und bei Säugetieren am Übergang von Mundhöhle und Nase zum Rachen und den tieferen Luftwegen lokalisiert. Der Begriff „Ring“ ist nur im übertragenen Sinn zu verstehen, da es sich um einzelne Gewebsinseln, die Mandeln, handelt. Der lymphatische Rachenring dient in erster Linie als Abwehrbarriere der oberen Atemwege gegenüber einer möglichen Invasion von Bakterien, Viren und Pilzen aus der Mund- und Nasenhöhle.
Der Waldeyersche Rachenring besteht aus:
- Tonsilla pharyngealis (Rachenmandel)
- Tonsilla tubaria (Tubenmandel)
- Tonsilla palatina (Gaumenmandel)
- Tonsilla lingualis (Zungenmandel)
- Tonsilla veli palatini (Gaumensegelmandel, nicht beim Menschen)
- Tonsilla paraepiglottica (Kehldeckelmandel, nicht beim Menschen)
- Lymphfollikel in der Hinterwand des Rachens

Die Benennung dieses Rachenrings erfolgte nach dem deutschen Anatomen Heinrich Wilhelm Waldeyer (1836–1921), der ihn zuerst beschrieb.